# Мухаммед Афзаль-хан
Мухаммед-Афзаль Хан (1811 — 7 жовтня 1867) — емір Афганістану з 1865 до 1867 року.
Етнічний пуштун. Був старшим сином Дост Мухаммеда. За три роки після смерті батька скинув свого брата Шир-Алі й проголосив себе еміром. Наступного року Афзаль помер, а у 1868 році, за рік по його смерті, Шир-Алі знову став еміром Афганістану.